# Bruno Ancillotti
Bruno Ancillotti (Roma, 24 aprile 1952) è un ex rugbista a 15 e allenatore di rugby a 15 italiano, in carriera attivo nel ruolo di mediano di mischia di S.S. Lazio e Brescia e 4 volte internazionale per l'Italia.

## Biografia
Bruno nasce a Roma. Inizia a giocare a livello di club con la S.S. Lazio; successivamente passa al Brescia, trasferendosi nella città bresciana.
Il 17 dicembre 1978, a Treviso, esordisce a livello internazionale con la Nazionale italiana in un match contro la Spagna, valido per la Coppa FIRA 1978-1979. Nel 1979 disputa altri quattro incontri di Coppa FIRA con l'Italia contro le rappresentative di Polonia, Romania e Francia XV.
Dal 2001 al 2005 è l'allenatore del Gussago in Serie C; poi una breve parentesi al Borgo Poncarale, prima di passare sulla panchina del Brescia.